# 1776年紐約大火
1776年紐約大火（英語：Great Fire of New York in 1776）發生於1776年9月21日。當時正值美國獨立戰爭時期，喬治·華盛頓的大陸軍剛在8月27日長島會戰落敗，並決定放棄紐約市。由於紐約市必定會遭英國軍隊佔據，華盛頓打算將紐約焚毀，卻遭大陸議會嚴令禁止，只好放棄計劃。
1776年9月15日，英軍發動基普灣登陸戰，並佔據紐約市；而大陸軍則退守曼哈頓島北部。9月21日早上，紐約市東南面突然起火，並順著東南風向西北蔓延，幾乎將整座城市焚毀。所幸下午風向出現轉變，而英軍及市民又合力滅火，才保住了紐約市西北部的市區。
大火發生後，效忠派及革命派居民互相指責對方縱火。華盛頓事後特別向大陸議會主席約翰·漢考克澄清自己沒有派人縱火；而英軍則在紐約實行軍法統治，直到戰爭結束。縱火的猜測，主要是目擊者指有多個地方同時起火，但英軍事後審訊了200多人，都沒有找到縱火疑犯。不過英軍卻在9月22日捉獲大陸軍間諜彌敦·哈爾，並以間諜罪將其絞死。這使哈爾經常被指與大火一事有關。另一種說法，則指火災純屬意外，只是當時的木屋屋頂起火後，著火的木屑隨風四散，才引致多處同時起火的現象。